# Callistachys hamulosa
Callistachys hamulosa là một loài thực vật có hoa trong họ Đậu. Loài này được (Benth. ex A. Gray) Kuntze miêu tả khoa học đầu tiên năm 1891.